# آلفين لاي
آلفين لاي هو سياسي إندونيسي، ولد في 21 أبريل 1961 في سمارانغ في إندونيسيا. نشط حزبياً في حزب الأمانة الوطنية.